# Werner Schatz
Werner Schatz (* 8. Januar 1925 in Ahrensburg) ist ein ehemaliges Mitglied der Bremischen Bürgerschaft (CDU).   

## Biografie
Schatz beantragte am 11. Januar 1943 die Aufnahme in die NSDAP und wurde zum 20. April desselben Jahres aufgenommen (Mitgliedsnummer 9.459.300). Er war als selbstständiger Industrievertreter in Bremen tätig. 
Er war Mitglied in der CDU und in verschiedenen Funktionen aktiv. Er war für die CDU von 1977 bis 1987 in der 9., 10. und 11. Wahlperiode zehn Jahre lang Mitglied der Bremischen Bürgerschaft und in der Bürgerschaft in verschiedenen Deputationen und Ausschüssen (u. a. stellv. Vorsitzender des Rechnungsprüfungsausschusses) tätig.